# Carl Laemmle junior

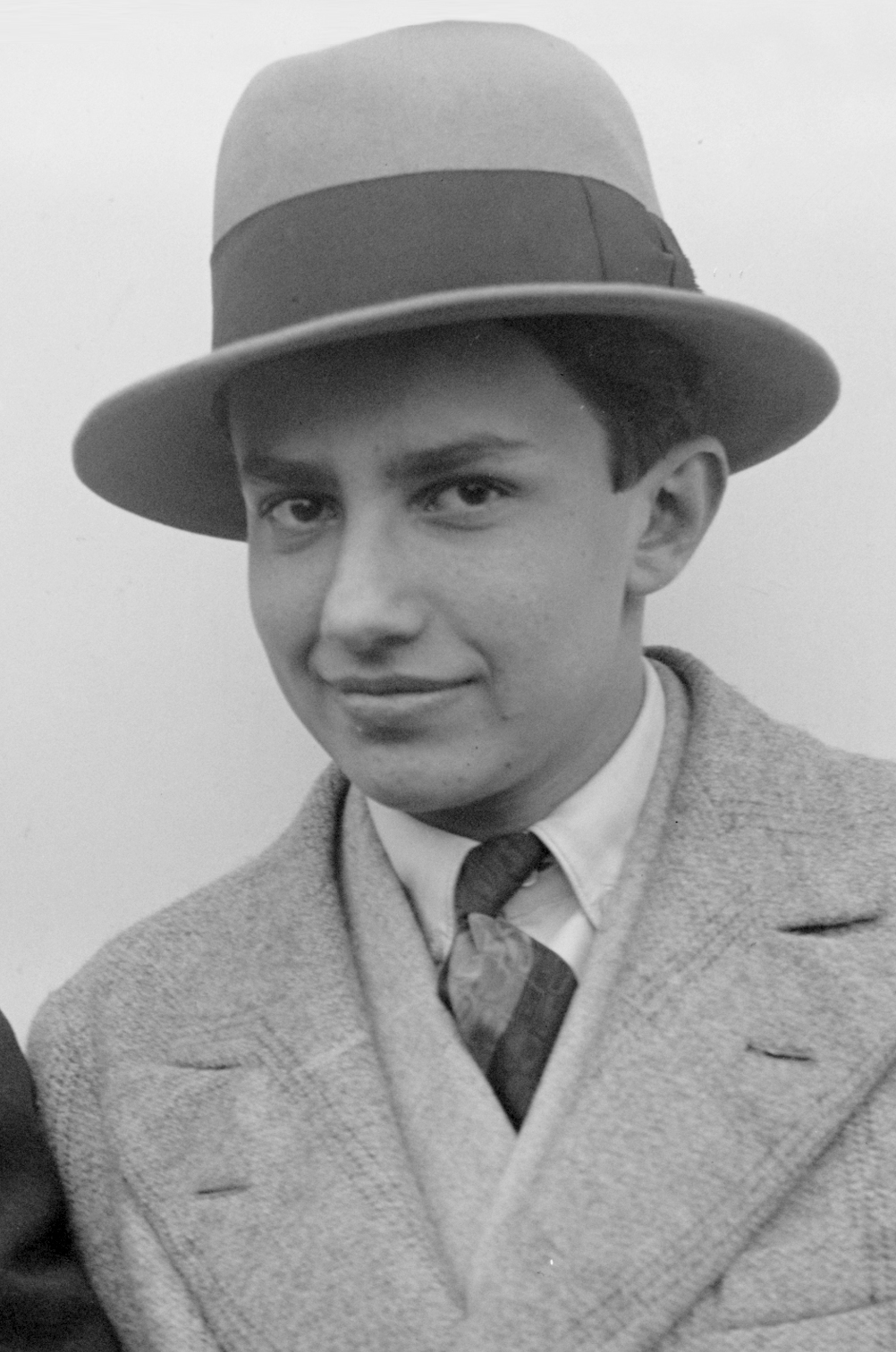
Carl Laemmle, Jr.,
ca. 1930

Carl Laemmle junior (eigentlich Julius Laemmle, * 28. April 1908 in Chicago; † 24. September 1979 in Los Angeles) war ein US-amerikanischer Filmproduzent.

## Leben und Karriere
Laemmle wurde als Sohn des deutschjüdischen Filmproduzenten Carl Laemmle senior geboren, welcher ursprünglich aus Laupheim in Oberschwaben stammte und in den Vereinigten Staaten das Filmstudio Universal Studios gegründet hatte. Seine Mutter starb im Jahre 1919, als er erst elf Jahre alt war. Bereits als Jugendlichen beauftragte sein Vater ihn, die Herstellung von Kurzfilmen zu überwachen. Im Alter von 21 Jahren wurde Laemmle, Jr. schließlich Nachfolger seines Vaters als Produktionschef von Universal. Sein Ziel war es, die künstlerische Qualität der Universal-Filme anzuheben. Dies gelang ihm bereits 1930 mit dem Antikriegsfilm Im Westen nichts Neues nach der gleichnamigen Vorlage des deutschen Schriftstellers Erich Maria Remarque. Der Film wurde mit zwei Oscars ausgezeichnet, als bester Film und für die beste Regie.
1931 produzierte Carl Laemmle junior mit dem Horrorfilm Dracula einen großen Kassenerfolg und läutete damit einen Horrorfilm-Boom in Hollywood ein. Den Erfolg von Dracula konnten in den folgenden Jahren Produktionen wie Frankenstein, Die Mumie, Der Unsichtbare und Frankensteins Braut wiederholen, welche heute zu bedeutenden Klassikern ihres Genres zählen. In Hollywood war vom „Universal-Horror“ die Rede, welcher Ikonen des Horrorfilmes wie Bela Lugosi und Boris Karloff hervorbrachte. Doch trotz der guten Reputation von einigen dieser Filme geriet das Filmstudio in finanzielle Schwierigkeiten, weil das Verlangen von Laemmle junior nach Qualität die Produktionskosten häufig so in die Höhe trieb, dass der Film letztlich an den Kinokassen Verlust machte. 
Die aufwendige Musicalverfilmung Show Boat wurde zwar ein Erfolg bei Publikum und Kritikern, doch reichte dies nicht für eine Wende. Wegen der anhaltenden finanziellen Schwierigkeiten mussten Laemmle Jr. und sein Vater ihr Studio verkaufen, und Charles R. Rogers wurde an Stelle von Laemmle Jr. neuer Produktionsleiter bei Universal. 1937 war Laemmle Jr. kurzzeitig bei Metro-Goldwyn-Mayer angestellt und auch später gab es noch Gerüchte um eine mögliche Rückkehr von ihm ins Filmgeschäft, doch sollte er nach dem Verkauf von Universal (als er erst 28 Jahre alt war) nie mehr einen Film produzieren. Den Rest seines Lebens lebte er von dem Erbe seines 1939 verstorbenen Vaters. Er starb 1979 im Alter von 71 Jahren an einem Schlaganfall, auf den Tag genau 40 Jahre nach dem Tod seines Vaters.

## Filmografie (Auswahl)
- 1928: Der Friedensrichter von Jacksonville (The Rawhide Kid)
- 1929: Illusion (The Last Performance) (Produktionsleitung)
- 1929: Broadway
- 1930: Der Jazzkönig (King of Jazz)
- 1930: Im Westen nichts Neues (All Quiet on the Western Front)
- 1930: Galgenvögel (Hell’s Heroes)
- 1930: Sirenen um Mitternacht (Outside the Law)
- 1931: Dracula
- 1931: Das Ende von Maradu (East of Borneo)
- 1931: Frankenstein
- 1931: Waterloo Bridge
- 1931: The Bad Sister
- 1931: Meine Kinder – mein Glück (Seed)
- 1931: Der Mannsteufel (A House Divided)
- 1932: Mord in der Rue Morgue (Murders in the Rue Morgue)
- 1932: Die Mumie (The Mummy)
- 1932: Der Ritt ins Todestal (The Rider of Death Valley)
- 1932: Mein Freund, der König (My Pal, the King)
- 1932: Der Mann ohne Furcht (Hidden Gold)
- 1932: The Old Dark House
- 1932: Air Mail
- 1933: Der Unsichtbare (The Invisible Man)
- 1933: Bei Kerzenlicht (By Candlelight)
- 1933: Destination Unknown
- 1933: Der Staranwalt von Manhattan (Counsellor at Law)
- 1933: Eine Frau vergisst nicht (Only Yesterday)
- 1934: Die schwarze Katze (The Black Cat)
- 1934: Frauen am Scheidewege (Imitation of Life)
- 1935: Frankensteins Braut (The Bride of Frankenstein)
- 1935: Die Fee (The Good Fairy)
- 1935: Was geschah gestern? (Remember Last Night?)
- 1935: The Man Who Reclaimed His Head
- 1936: Show Boat